# Ecevit Şanlı
Ecevit Şanlı (* 1973; † 1. Februar 2013 in Ankara) war ein türkischer Terrorist, der den Selbstmordanschlag auf die US-Botschaft in Ankara am 1. Februar 2013 durchführte.
Şanlı gehörte der türkischen Terrorgruppe DHKP-C an. Er sprengte sich am 1. Februar 2013 vor der US-Botschaft in Ankara in die Luft. Dabei wurden ein Wachmann und er getötet und eine Fernsehjournalistin verletzt. Sein bürgerlicher Name ist Ecevit Şanlı, er wurde aber Alışan Şanlı genannt. Er stammte aus einer ländlichen Gegend in der Provinz Ordu und hatte sechs Geschwister, darunter drei Schwestern. Sein Vater war Bauer und Hirte. Şanlı besuchte die Grundschule, leistete seinen Militärdienst und ging dann nach Istanbul, wo er sich später der Organisation anschloss.
Nach dem Anschlag wurde bekannt, dass der Selbstmordattentäter länger in Deutschland gelebt hatte.
Der Selbstmordattentäter wurde wegen „Terrorismus“ verurteilt, nachdem er an Angriffen auf ein Offizierskasino und auf eine Polizeieinrichtung in Istanbul im Jahr 1997 beteiligt war. Er kam in der Türkei in Haft und nahm nach Informationen der Zeitungen Milliyet und Vatan im Jahr 2000 am „Todesfasten“ teil. Diese Hungerstreiks wurden damals durch das Einschreiten von Ordnungskräften gewaltsam beendet. Er erhielt Haftverschonung und reiste illegal nach Deutschland und bat um politisches Asyl. Nach Informationen des Südwestrundfunks (SWR) wurde Ende 2011 sein Asylantrag abgelehnt. Begründet wurde dies von den Behörden damit, dass er kein Opfer politischer Verfolgung gewesen sei. Es war bekannt, dass er sich für die linksextreme Gruppe Revolutionäre Volksbefreiungspartei-Front engagierte. Şanlı hatte sich in Nordrhein-Westfalen aufgehalten. Während des Asylverfahrens und auch danach soll das deutsche Bundeskriminalamt gegen den Mann ermittelt haben. Bei den Ermittlungen soll es um den Verdacht der Mitgliedschaft beziehungsweise der Unterstützung der türkischen DHKP-C gegangen sein. Die Terrororganisation verfolgt eine marxistisch-leninistische Ideologie. Nachdem sein Asylantrag abgelehnt wurde, legten ihm die Behörden nahe, auszureisen. Daraufhin tauchte er unter. Er reiste mit gefälschten Papieren in die Türkei ein und sprengte sich am 1. Februar 2013 vor der US-Botschaft als Märtyrer in die Luft.
Auf ihrer Internetseite Halkinsesi.tv (Stimme des Volkes) veröffentlichte die DHKC am Wochenende zwei Fotos des Attentäters. Er soll nach türkischen Medienberichten als Folge des Hungerstreiks wegen schwerer Mangelernährung an dem Wernicke-Korsakow-Syndrom gelitten haben. Er sei deshalb für das Attentat bestimmt worden, weil „seine Tage gezählt“ gewesen seien, berichteten Milliyet und Vatan. Wie die Zeitung Radikal ausführte, bedient sich die Untergrundgruppe DHKP-C immer wieder todkranker Mitglieder für ihre (Selbstmord)-Attentate.
In Deutschland war er davor nicht von Sicherheitsdiensten überwacht worden, weil er nicht als ein so genannter „Gefährder“ eingestuft wurde. Für ein mögliches Ermittlungsverfahren gegen den nun toten Attentäter wäre in Deutschland der Generalbundesanwalt zuständig gewesen. Ein Sprecher der Behörde sagte dem SWR am 3. Februar 2013, er könne sich zu dieser Frage derzeit noch nicht äußern, da für die Bundesanwaltschaft die Identität des Attentäters noch nicht zweifelsfrei geklärt sei.